# الانتخابات التشريعية الجزائرية 1991
أجريت الانتخابات البرلمانية في الجزائر في 26 ديسمبر 1991. وكانت أول انتخابات متعددة الأحزاب منذ الاستقلال ، لكنها ألغيت بانقلاب عسكري بعد الجولة الأولى عندما أعرب الجيش الجزائري عن مخاوفه من أن الجبهة الإسلامية الإنقاذ والتي كان من شبه المؤكد فوزها بأغلبية الثلثين من المقاعد المطلوبة لتغيير الدستور ، ستشكل دولة إسلامية. أدى إلغاء الانتخابات إلى اندلاع الحرب الأهلية الجزائرية.
من أصل 430 مقعدًا تم التنافس عليها ، تم الفوز بـ 232 مقعدًا بنسبة 50٪ أو أكثر من أصوات الجولة الأولى ؛ كان بإمكان الـ 199 المتبقية الانتقال إلى جولة ثانية يتنافس عليها فقط المرشحان اللذان حصلا على أكبر عدد من الأصوات. بلغت نسبة إقبال الناخبين في الجولة الأولى 59.0٪.

## انظر أيضا

الأغلبية للجبهة الإسلامية للإنقاذ
50% الجبهة الإسلامية للإنقاذ
الأغلبية لغير المنتمين للجبهة الإسلامية للإنقاذ
غير مححدة
لا تتوفر معلومات توزيع المقاعد في نتائج انتخابات سنة 1991، والتي حققت فيها الجبهة الإسلامية للإنقاذ الأغلبية في معظم المناطق المأهولة بالسكان

## نتائج الانتخابات
| الحزب                                 | الأصوات            | النسبة % | المقاعد |
| ------------------------------------- | ------------------ | -------- | ------- |
| الجبهة الإسلامية للإنقاذ              | 3260222            | 47.27    | 188     |
| جبهة التحرير الوطني الجزائرية         | بين 200000 و300000 | 23.38    | 16      |
| جبهة القوى الاشتراكية                 | 510661             | 7.4      | 25      |
| حركة مجتمع السلم                      | 368697             | 5.35     | 0       |
| التجمع من أجل الثقافة والديمقراطية    | 200267             | 2.9      | 0       |
| حركة النهضة الإسلامية                 | 150093             | 2.18     | 0       |
| الحركة من أجل الديموقراطية في الجزائر | 135882             | 1.97     | 0       |
| حزب التجديد الجزائري                  | 67828              | 0.98     | 0       |
| الحزب الوطني للتضامن والتنمية         | 48208              | 0.7      | 0       |
| الحزب الاشتراكي الديمقراطي            | 28638              | 0.42     | 0       |
| الحركة الجزائرية للعدالة والتنمية     | 27623              | 0.4      | 0       |
| حركة الجزائر الديمقراطية للتجديد      | 10934              | 0.16     | 0       |
| التجمع العربي الاسلامي                | 10824              | 0.16     | 0       |
| الحزب الاجتماعي الليبرالي             | 9272               | 0.13     | 0       |
| التحالف من أجل العدالة والحرية        | 9898               | 0.14     | 0       |
| الاتحاد من أجل الديمقراطية والحرية    | 9298               | 0.13     | 0       |